# Kamil Mitoń
Kamil Mitoń (* 12. April 1984 in Krakau) ist ein polnischer Schachmeister.

## Leben
Mitoń lernte das Schachspiel mit fünf Jahren. Er wurde 1996 U12-Jugendweltmeister in Cala Galdana, ein Jahr später belegte er in Cannes hinter Sergei Grigorjanz den zweiten Platz bei der U14-Weltmeisterschaft. Mitoń siegte oder belegte vordere Plätze in mehreren Turnieren: I. Platz beim Open in Posen 1995, I.-III. Platz beim World Open in Philadelphia 2002, I. Platz beim World Open in Philadelphia 2005, II.-III. Platz beim Grundfos Young Masters in Aarhus 2005, I. Platz beim 17. Elgoibar Turnier in Gipuzkoa 2007 und I. Platz beim Turnier in Skanderborg 2010.
Bei der Juniorenweltmeisterschaft 2000 in Jerewan wurde er hinter Lázaro Bruzón Zweiter.
Den Titel Internationaler Meister erhielt er 1998, Großmeister ist er seit 2002.

## Nationalmannschaft
Mitoń nahm mit der polnischen Mannschaft an den Schacholympiaden 2002, 2004, 2008 und 2010 sowie den Mannschaftseuropameisterschaften 2007, 2011 und 2013 teil.

## Vereine
In der polnischen Mannschaftsmeisterschaft spielte Mitoń 2000 für WKSz Hetman Wrocław, 2001, 2002, 2005 und 2006 für PTSz Płock, mit dem er 2001 auch am European Club Cup teilnahm, 2003 und 2004 für GKSz Grodzisk Mazowiecki, mit dem er 2003 auch am European Club Cup teilnahm, seit 2007 spielt er für KSz HetMaN Szopienice (seit 2015 WASKO HETMAN Katowice), mit dem er 2007, 2008, 2010, 2013, 2015, 2016, 2017, 2018 und 2019 polnischer Mannschaftsmeister wurde. In Frankreich spielte er von 2007 bis 2013 für die Mannschaft von Marseille Echecs, mit der er 2011 französischer Mannschaftsmeister wurde, seit der Saison 2014/15 spielt er für Bois-Colombes. In der russischen Mannschaftsmeisterschaft spielte er 2006 für Meriya Moskau - Ulan-Ude, 2007 und 2008 für Shatar Buryatia, in der tschechischen Extraliga spielt er seit der Saison 2009/10 für den ŠK H.Fuchs Ostrava. In der deutschen Schachbundesliga spielte er in der Saison 2011/12 für den SC Hansa Dortmund, seit der Saison 2015/16 spielt er für den Hamburger SK. In der Saison 2014/15 spielte er beim DJK Aufwärts St. Josef Aachen in der 2. Bundesliga. In der britischen Four Nations Chess League spielte er in der Saison 2005/06 für die Hilsmark Kingfisher, in der dänischen Skakligaen in der Saison 2011/12 für das Team Nordea Skb und in der belgischen Interclubs in der Saison 2003/04 für Boey Temse. In der slowakischen Extraliga spielt Mitoń seit 2012 für die Mannschaft von TJ INBEST Dunajov und wurde mit dieser 2019 Meister. In der spanischen Mannschaftsmeisterschaft spielte Mitoń 2007 für CA La Caja Las Palmas.